# Das Hauswesen

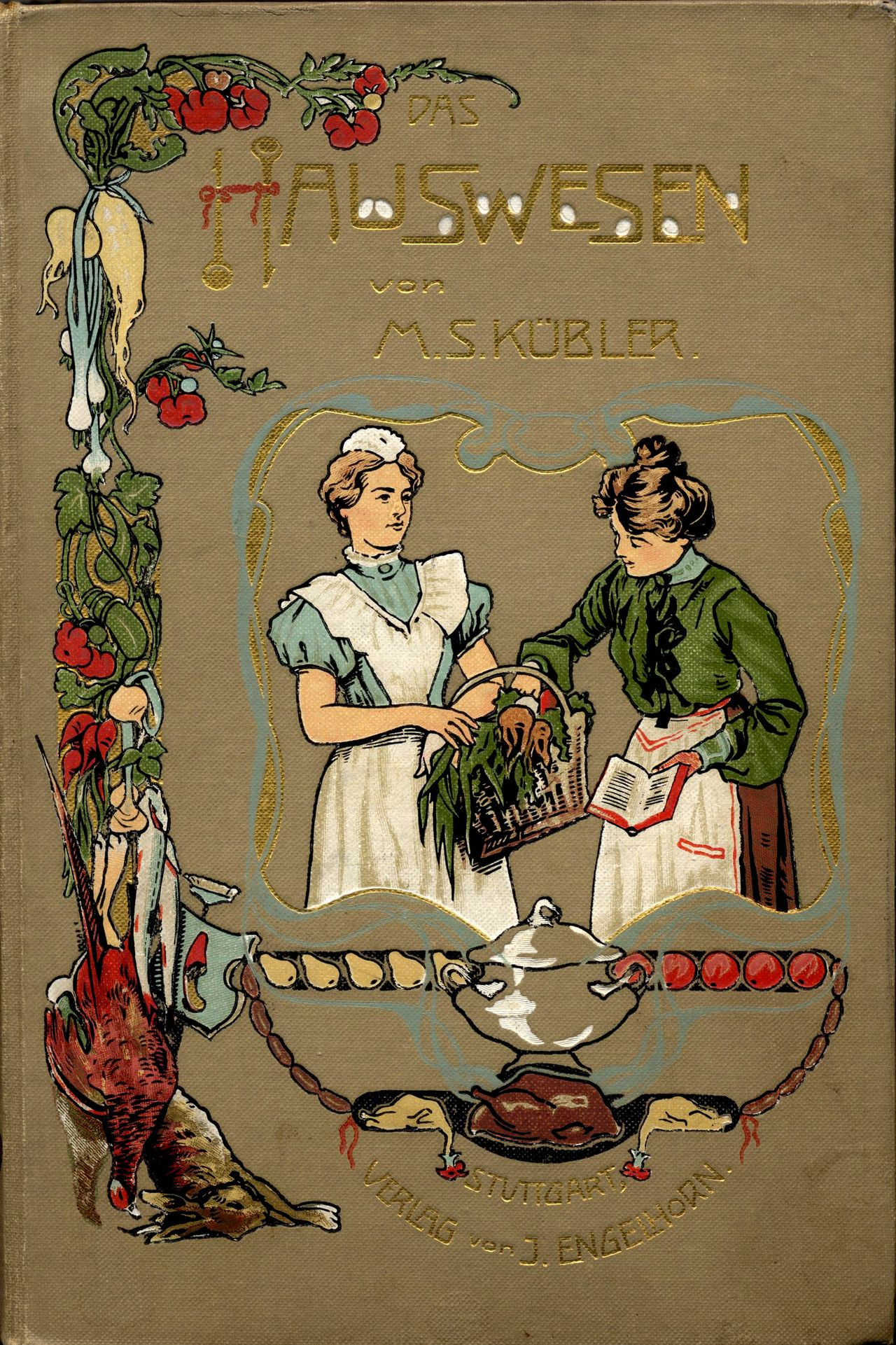
Das Hauswesen (15. Ausgabe von 1905)

Das Hauswesen ist ein Werk über die Haushaltsführung von Maria Susanne Kübler aus dem Jahr 1850. Es galt als Standardwerk seiner Zeit. Es beinhaltete unter anderem auch ein Kochbuch. Es richtet sich an Frauen, die einen größeren Haushalt zu versorgen haben bis hin zur Kleintierhaltung und Bewirtschaftung eines Nutzgartens. Bis 1912 hatte es 16 Auflagen.